# La Font del Bosc
La Font del Bosc és una urbanització situada al municipi de Mediona i al nord del nucli de Sant Joan de Mediona a l'Alt Penedès.
Aquesta urbanització consta de cases i cabanyes, de fusta i pedra. L'edifici més significatiu és el restaurant Cal Maristany. També hi ha unes instal·lacions esportives amb piscines. Cada diumenge es fa mercat.
El nom d'aquesta urbanització prové d'una font d'aigua natural que hi ha a l'entrada de la urbanització.